# Медаль Ушакова (Россия)
Меда́ль Ушако́ва — государственная награда Российской Федерации. Указом Президиума Верховного Совета РФ от 2 марта 1992 года № 2424-1 медаль оставлена в системе государственных наград Российской Федерации. Учреждена вновь Указом Президента Российской Федерации от 2 марта 1994 года № 442.
Награда выполнена по проекту архитектора М. А. Шепилевского.

## Положение о медали Ушакова
Медалью Ушакова награждаются военнослужащие Военно-Морского Флота, пограничных органов Федеральной службы безопасности Российской Федерации и войск национальной гвардии Российской Федерации за личное мужество и отвагу, проявленные при защите Отечества и государственных интересов Российской Федерации на морских театрах военных действий, при защите государственной границы Российской Федерации, при выполнении боевых задач кораблями и частями Военно-Морского Флота, пограничных органов Федеральной службы безопасности Российской Федерации и войск национальной гвардии Российской Федерации, при несении боевой службы и боевого дежурства, при участии в учениях и маневрах, при исполнении воинского долга в условиях, сопряженных с риском для жизни, а также за отличные показатели в боевой подготовке и морской выучке.
Награждение медалью Ушакова может быть произведено посмертно.
Медаль Ушакова носится на левой стороне груди и при наличии других медалей Российской Федерации располагается после медали Суворова.
Для особых случаев и возможного повседневного ношения предусматривается ношение миниатюрной копии медали Ушакова, которая располагается после миниатюрной копии медали Суворова.
При ношении на форменной одежде ленты медали Ушакова на планке она располагается после ленты медали Суворова.

## Описание медали Ушакова
Медаль Ушакова из серебра. Она имеет форму круга диаметром 36 мм с выпуклым бортиком. На лицевой стороне медали, в центре, — погрудное изображение Ф. Ф. Ушакова, обрамленное по окружности выпуклыми точками. Вверху, по окружности, — надпись выпуклыми буквами: «АДМИРАЛ УШАКОВ». Внизу, под рельефным изображением Ушакова, — две лавровые ветви, соединенные перекрещивающейся лентой. Круг медали наложен на якорь. На оборотной стороне — номер медали.
Медаль при помощи ушка и кольца соединяется с пятиугольной колодкой, обтянутой шёлковой муаровой лентой голубого цвета с белыми и синими полосками вдоль краёв. Ширина ленты — 24 мм, ширина белой полоски — 2 мм, ширина синей полоски — 1,5 мм. Поверх ленты, от верхних углов колодки к ушку медали, крепится цепочка.
При ношении на форменной одежде ленты медали Ушакова используется планка высотой 8 мм, ширина ленты — 24 мм.

## Награждения
Медалью могут награждаться и иностранные граждане: 16 ноября 2020 года медалью Ушакова были награждены 17 ветеранов ВМС США, участвовавших в Северных конвоях по доставке грузов и военной техники в СССР во время Великой Отечественной войны. 